# Blazing Dragons
Blazing Dragons est un jeu vidéo d'aventure graphique développé par Illusions Gaming Company et distribué par Crystal Dynamics sur PlayStation et Sega Saturn. Basé sur l'univers de la série télévisée d'animation Sacrés Dragons, le jeu est commercialisé en Amérique du Nord en octobre 1996 et en Europe le mois suivant. Le jeu présente une réécriture de la légende du Roi Arthur, dans laquelle le joueur contrôle Feufollet, un dragon qui habite dans le château de Camelote et qui est amoureux de la Princesse Flamme, avec laquelle le mariage ne peut lui être accordé car il n’est pas un chevalier. Cependant, le roi provoque un tournoi de dragon à l'issue duquel le gagnant remporterait non seulement la main de la princesse, mais également le trône de Camelote.
Le scénario du jeu fait référence au film Monty Python : Sacré Graal ! et les acteurs prêtant leurs voix aux personnages principaux sont Joseph Rye, Terry Jones, Cheech Marin et Harry Shearer. Les voix additionnelles sont celles de Jim Cummings, Jeff Bennett, Kath Soucie, Betty Jean Ward, Roger Rose, Michael Bell, Brian George, Rob Paulsen, Robert Ridgely, Jess Harnell, Gregg Berger et Charles Adler.

## Scénario
Le maléfique Sir George de Bouillant et son compagnon magicien Mervin sont en train de comploter pour conquérir le royaume de Camelote et exterminé tous les dragons. Après l'échec de son siège sur Camelote, Sir George s'allie avec le Dragon Noir afin qu'il remporte le prochain tournoi à l'issue duquel le gagnant remportera la main de la princesse Flamme et deviendra le nouveau roi de Camelote. Un jeu inventeur prénommé Flammèche souhaite par-dessus tout épouser la fille du roi Artifur, la princesse Flamme, mais leur union est impossible car il n'est pas un chevalier. Tout en sauvant les chevaliers du roi lors de leur enquête sur le Dragon Noir, il découvre que ce dernier est en réalité un dragon mécanique et décides donc de la saboter. Sir Lancedeleau, prend Flammèche comme écuyer, mais retire toute la gloire de la victoire de Flammèche contre le Dragon Noir, incitant Flamme à quitter le château, avant qu'elle ne soit enlevée par Sir George et Mervin. Le chancelier du roi, travaille secrètement pour Sir Geoffroy et dérobe l'invention de Feufollet afin que son maître puisse construire un Dragon Noir II encore plus puissant. Pour empêcher le roi de se rendre compte de l’absence de sa fille, il demande au bouffon de la cour Cliver de se faire passer pour elle.
Feufollet infiltre le château Grim déguisé en Sir George, libérant ainsi Flamme et détruisant le Dragon Noir II. Alors qu'il rentre à Camelote, sa tromperie est révélée et Flammèche doit de nouveau sauver les chevaliers du roi pour gagner son respect. Le jour suivant, Flammèche prouve sa bravoure dans la Grotte du Dilemme, remportant son adoubement juste à temps avant le début du tournoi. Flammèche remporte toutes les épreuves jusqu'à ce retrouver en finale face à Sir Lancelot, mais c'est alors que Sir Geoffroy et Marvin interrompent le tournoi avec un tout nouveau Dragon Noir. Flammèche le détruit à nouveau, Mervin cause une fusion accidentelle entre Sir George et le Dragon Noir, le transformant en Dragon Noir III. Sir George avale alors Flammèche, Mervin et le roi, mais Feufollet parvient à couper l'alimentation de la machine, provoquant sa destruction et rendant à Sir George sa forme humaine et la machine atterrit sur le chancelier. Le roi Artifur demande à Flammèche d'épouser sa fille, comme il l'a toujours secrètement espérer, avant qu'il ne devienne chevalier. Flammèche accepte joyeusement sa requête.

## Développement
Initialement le jeu est annoncé sous le titre Les Dragons de la Table carrée et sa sortie est prévue pour la fin de l'année 1995. Finalement la sortie est reportée à l'année suivante, certainement pour coïncider avec le début de la série télévisée Sacrés Dragons.

## Distribution

### Voix originales
- Joseph Rye : Flammèche (Flicker)
- Kath Soucie : Princesse Flamme (Princess Flame)
- Jim Cummings : le roi Artifus (King Allfire) et le chancelier
- Cheech Marin : Sir George, Guido et le garde de Fortebouche
- Rob Paulsen : Marvin le magicien et l'inventeur du baseball
- Jeff Bennett : Sir Lancedeleau, le garde principal, le valet de Sir Geoffroy, le réceptionniste, le danseur en colère, le prince Grenouille et la fourmi
- Gregg Berger : Sir Braise, Al, Canary, le moine et la piscine enchantée
- Jess Harnell : Sir Gasflame, Sign Washer, un moine
- Roger Rose : Sir Juicealot et l'officier de police
- Michael Bell : le Pureflame libérien
- Charles Adler : le chasseur et le pompier
- Terry Jones : Sir Brûleval et le ménestrel
- Harry Shearer : Dr Zigmond Fraud
- Betty Jean Ward : la demoiselle du lac et Rapunsel Yablanowitz
- Brian George : un paysan
- Robert Ridgely : voix additionnelles

### Voix françaises
- Benoît Allemane : le roi Artifur
- Julie Bataille : la princesse Flamme
- Gérard Surugue : l'homme musclé au bar

## Accueil
Le magazine américain Electronic Gaming Monthly donne à la version PlayStation du jeu la note de 8 sur 10, félicitant l'humour de quiproquo, les énigmes difficiles, et soulignant le fait que la possibilité d'intégrer des fonctions permet l'accessibilité aux joueurs de tous niveaux. Scarry Larry de GamePro critique positivement l'animation et les accents exagérés des talents vocaux, mais trouve que les énigmes sont trop difficiles et ajoute que le jeu est trop similaire à Discworld pour pouvoir convenir aux joueurs à qui ce jeu n'a pas plu. Six mois plus tard le magazine Next Generation publie sa critique de Blazing Dragons remarquant que « le jeu est en majeure partie agréable ». Le journaliste loue particulièrement le jeu de Cheech Marin et Harry Shearer et ajoute que même si les temps de chargement importants le rende désuet sur ces consoles, c'est pratiquement la seule option disponible sur les consoles pour les amateurs de jeux vidéo d'aventure graphiques.
En critiquant la version sur Saturn, GameSpot déclare que le jeu « n'est pas particulièrement impressionnant à tous égards, mais [qu'il] est amusant, avec beaucoup d'énigmes assez obscures à résoudre, des personnages bizarres à rencontrer et beaucoup de blagues vaseuses à entendre ». Rob Allsetter du Sega Saturn Magazine réalise un panoramique du jeu en disant que l'humour, l'intrigue, l'interface, les graphismes et le jeu en lui-même sont « horribles ».